# Fontaine-le-Pin
Fontaine-le-Pin ist eine französische Gemeinde mit 340 Einwohnern (Stand: 1. Januar 2022) im Département Calvados in der Region Normandie. Sie gehört zum Arrondissement Caen und zum Kanton Falaise. Die Bewohner werden als Fontaine-Brayens bezeichnet.

## Geografie
Fontaine-le-Pin liegt etwa elf Kilometer nordnordwestlich von Falaise und 26 Kilometer südlich von Caen. Umgeben wird die Gemeinde von Saint-Germain-le-Vasson im Norden, Potigny im Osten, Bons-Tassilly im Südosten, Ussy im Süden, Martainville im Südwesten, Cesny-les-Sources mit Tournebu im Westen sowie Moulines in nordwestlicher Richtung.

## Bevölkerungsentwicklung
| Jahr                             | 1793 | 1836 | 1876 | 1926 | 1946 | 1968 | 1990 | 2016 |
| Einwohner                        | 265  | 442  | 347  | 275  | 149  | 258  | 279  | 358  |
| Quelle: Cassini, EHESS und INSEE |      |      |      |      |      |      |      |      |

## Sehenswürdigkeiten
- Kirche Saint-Aubin de Bray-en-Cinglay aus dem 12. Jahrhundert, seit 1976 Monument historique[1]
- Kirche Saint-Pierre, Rekonstruktion von 1957, Monument historique seit 2005[2]
- Reste einer ehemaligen Komturei (französisch commanderie) der Tempelritter

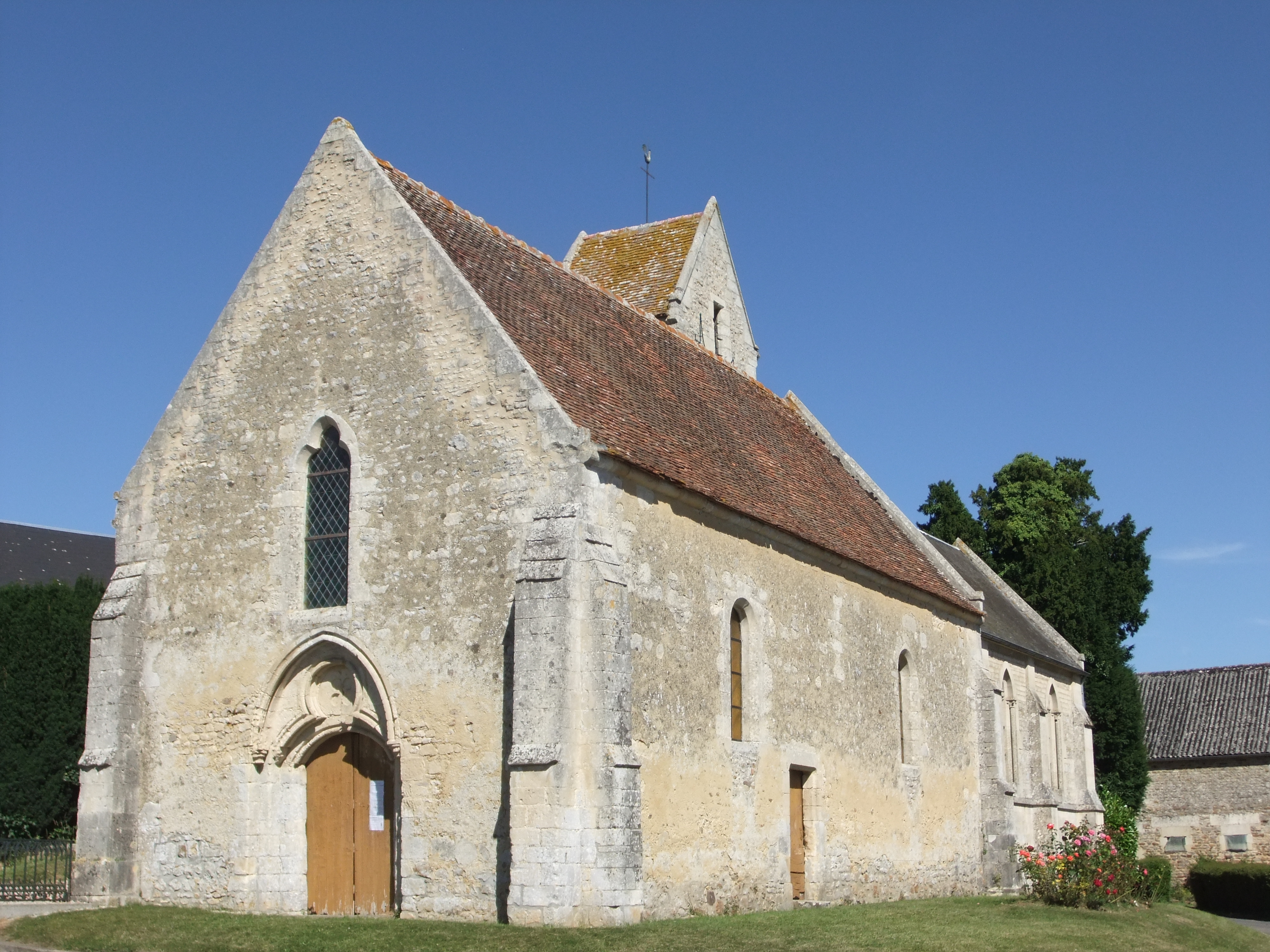
Kirche Saint-Aubin de Bray-en-Cinglay
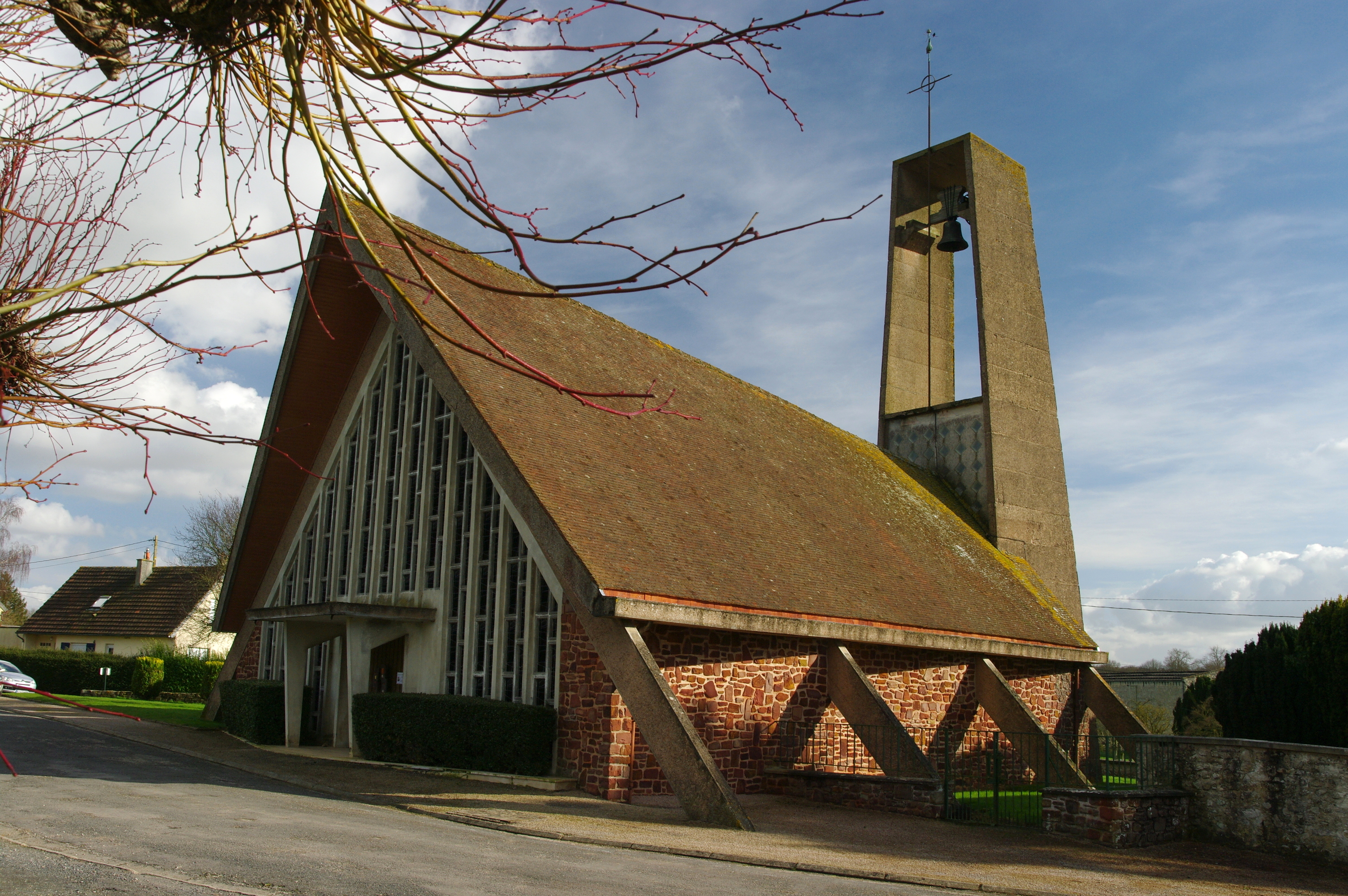
Kirche Saint-Pierre